# Nava de Sotrobal
Nava de Sotrobal is een gemeente in de Spaanse provincie Salamanca in de regio Castilië en León met een oppervlakte van 44,64 km². Nava de Sotrobal telt 163 inwoners (1 januari 2016).

## Demografische ontwikkeling
Bron: INE, 1857-2011: volkstellingen